# Хайду (комитат)
Хайду (венг. Hajdú) — исторический комитат в восточной части Венгерского королевства, в степях Хортобадя к востоку от Тисы. В настоящее время эта территория входит в состав медье Хайду-Бихар Венгерской республики. Административным центром комитата Хайду был город Дебрецен.
В дореволюционной русской исторической литературе обычно использовалось несколько иная транскрипция названия комитата: комитат Гайду. Само название комитата происходит от венгерского слова hajdú, первоначально обозначавшего погонщиков скота, которое с XVI века стало использоваться для наименования нерегулярных отрядов венгерских и славянских крестьян, ведущих партизанскую войну с турками и Габсбургами (гайдуки). В 1605 году части гайдуков была предоставлена для расселения территория к востоку от Тисы, на которой позднее возник комитат Хайду.

## География
Комитат Хайду находился в восточной части Альфёльда, на плоской засушливой равнине. Почвенный покров этого региона отличался повышенным содержанием щелочей и песка, что определило специфическую растительность Хайду, близкую к причерноморским степям. Реки этой области — в основном, короткие, маловодные и пересыхающие летом. Лишь на крайнем западе территория комитата выходила к левому берегу полноводной Тисы. В то же время грунтовых вод в этом регионе относительно много, что благоприятствовало бурному росту трав и обеспечило формирование такого ландшафтного феномена как венгерская пуста. Наиболее известны степи Хортобадь, расположенные в южной части Хайду, в настоящее время охраняемые государством как национальный парк. Площадь комитата составляла 3343 км² (по состоянию на 1910 год). Хайду граничил со следующими комитатами Венгрии: Хевеш, Боршод, Сабольч, Бихар, Бекеш и Яс-Надькун-Сольнок. Крупнейшим населённым пунктом Хайду являлся его административный центр свободный город Дебрецен (около 75 000 жит.) в восточной части комитата. Кроме того важными региональными центрами были Хайдубёсёрмень на севере комитата и Хайдусобосло к юго-западу от Дебрецена.
Степная природа Хайду благоприятствовала развитию скотоводства. Здесь выращивали крупный рогатый скот и овец, разводили лошадей. Кроме того в экономике комитата значительную роль играли зерновые культуры и кукуруза. Промышленность на территории комитата была сосредоточена в Дебрецене, где существовали предприятия по производству шерстяных изделий, кожевенные, мукомольные и сахарные заводы. Дебрецен был также известен своим мылом и глиняными курительными трубками.

## История

Герб комитата Хайду

Первоначально территория будущего комитата Хайду входила в состав комитата Эгер, образованного в начале XI века при короле Иштване I Святом, который позднее был разделён на несколько более мелких административных единиц. Области к востоку от Тисы отошли комитату Сабольч, а Дебрецен с округой — к комитату Бихар. Уже в XIV веке Дебрецен получил особые привилегии свободного королевского города, уравнивающие его в правах со столичной Будой.
Турецкие вторжения первой половины XVI века превратили эту область в пограничную территорию: земли к западу от будущего комитата Хайду вошли в состав Османской империи, земли к северу признали власть Габсбургов, а Дебрецен был включён в состав полунезависимого Трансильванского княжества. Борьба между этими тремя государствами за власть в венгерских степях не прекращалась, территория Хайду периодически опустошалась турецкими, австрийскими и трансильванскими войсками. В конце XVI века в регионе усилилась власть австрийских Габсбургов, которые пытались подчинить Трансильванию. Однако против австрийцев развернулось народное движение гайдуков, выходцев из венгерских, славянских и румынских крестьян, взявших в руки оружие для защиты своих домов. Во главе гайдуков встал Иштван Бочкаи, который в 1604 году разгромил австрийские войска в битве при Альмошде и взял Дебрецен. В 1605 году Иштван Бочкаи стал князем Трансильвании, а в следующем году добился от Габсбургов признания независимости княжества и передачи ему приграничных земель. За помощь, оказанную в борьбе с Габсбургами, Иштван Бочкаи в 1605 году даровал гайдукам территорию между Дебреценом и Тисой с правами самоуправления. Так возник Хайдушаг, особый административный регион, не включённый в комитатскую систему и пользующийся определёнными привилегиями. В 1614 году гайдуки получили дворянский статус. Гайдуцкие конные войска, набираемые в Хайдушаге в дальнейшем играли важные роли во всех национальных восстаниях в Венгрии против иностранной власти (включая войны Габора Бетлена и восстание Ференца Ракоци II).
В 1690 году с изгнанием турок и ликвидацией независимого Трансильванского княжества, Хайдушаг был включён в состав Венгерского королевства Габсбургов. Определённые привилегии жители Хайдушага ещё некоторое время сохраняли, однако их значение с усилением централизации и унификации постепенно падало. Тем не менее, наряду с Куншагом и Ясшагом, Хайдушаг оставался одним из трёх автономных регионов Венгрии. В 1849 году Дебрецен стал на короткое время столицей Венгрии, когда сюда перебралось венгерское революционное правительство Лайоша Кошута и венгерский парламент. А после образования Австро-Венгрии административный статус Хайдушага был пересмотрен: его привилегии ликвидированы и в 1876 году был образован комитат Хайду с центром в Дебрецене.
После поражения Австро-Венгрии в Первой мировой войне в 1918 году территория комитата Хайду осталась в составе Венгерской республики. Было сформировано медье Хайду, которое после Второй мировой войны в 1950 году было слито с сохранившимися в составе Венгрии частями бывших комитатов Бихар и Сабольч в единое медье Хайду-Бихар, существующее по настоящее время.

## Население
Согласно переписи 1910 года, на территории комитата Хайду проживало 253 863 жителей, 99 % которых (251 918 чел.) были этническими венграми (в соответствии с данными о родном языке опрошенных). Хайду был одним из немногих моноэтнических регионов Венгерского королевства.
Среди религий, исповедуемых жителями Хайду, наибольшее значение имел кальвинизм, приверженцы которого составляли более 73 % населения комитата. Это связано с тем, что Дебрецен был одним из главных центров реформатского движения в Трансильвании и Верхней Венгрии. Численность католиков в комитате не превышала 14 %. Некоторое значение имела также униатская церковь, доля приверженцев которой достигала 6 % жителей комитата.

## Административное деление

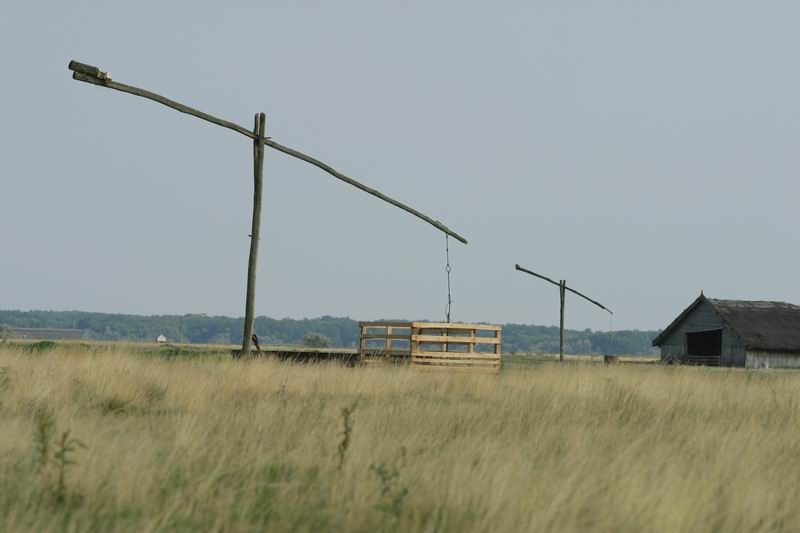
Традиционный степной ландшафт в Хайду

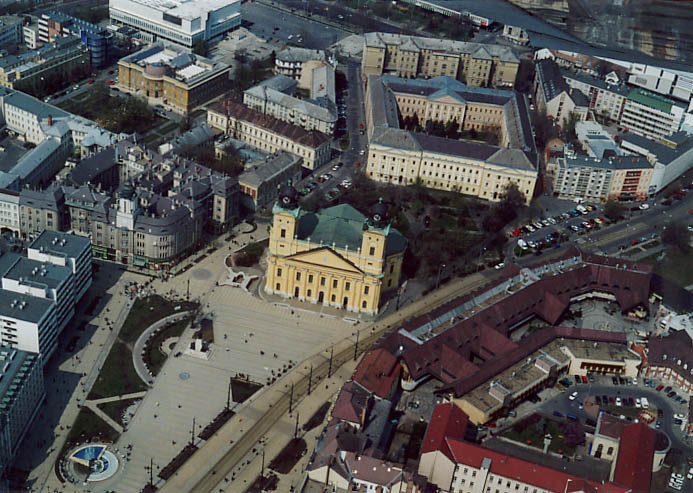
Вид на центр Дебрецена

В начале XX века в состав комитата входили следующие округа:
| Округа          | Округа         |
| Округ           | Адм. центр     |
| --------------- | -------------- |
| Кёзпонт         | Дебрецен       |
| Хайдубёсёрмень  | Хайдубёсёрмень |
| Хайдусобосло    | Хайдусобосло   |
| Свободный город |                |
| Дебрецен        |                |
| Муниципалитеты  |                |
| Хайдубёсёрмень  |                |
| Хайдусобосло    |                |
| Хайдунанаш      |                |